# (2395) Aho
(2395) Aho (1977 FA) – planetoida z pasa głównego asteroid okrążająca Słońce w ciągu 5,41 lat w średniej odległości 3,08 au. Odkryta 17 marca 1977 roku.